# Покорны, Франц (композитор)
Франц Ксавер Покорны или Покорни (нем. Franz Xaver Pokorny, чеш. František Xaver Pokorný; 20 декабря 1729, Кёнигштадтль, ныне Чехия — 2 июля 1794, Регенсбург) — немецкий скрипач, композитор чешского происхождения.

## Биография
Учился музыке в Регенсбурге у Йозефа Рипеля. В 1750 г. поступил скрипачом в придворную капеллу графа фон Эттинген-Валлерштейн. В 1753—1754 гг. работал в Мангейме, где его учителями были Иоганн Стамиц, Франц Ксавер Рихтер и Игнац Хольцбауэр, затем вернулся в графскую капеллу, где ему было обещано место хормейстера, которого он, однако, не получил. После 1766 г. работал преимущественно в Регенсбурге.
Под именем Покорны известны около 150 симфоний и около 60 концертов, главным образом для клавира с оркестром, но также и для солирующих духовых; принадлежность многих из них именно Францу Ксаверу Покорны на протяжении долгого времени оспаривалась.
Оба сына Покорны стали музыкантами. Степень родства композитора с другими музыкантами той же фамилии — в частности, с гастролировавшей во Франции в 1779—1780 гг. валторнисткой Беатой Покорны — доподлинно не установлена.